# Telipna bistrigata
Telipna bistrigata är en fjärilsart som beskrevs av Aurivillius 1925. Telipna bistrigata ingår i släktet Telipna och familjen juvelvingar. Inga underarter finns listade i Catalogue of Life.